# Hala nr 20 MTP
Hala nr 20 – nieistniejąca hala wystawiennicza Międzynarodowych Targów Poznańskich zlokalizowana przy wjeździe od strony ulicy Śniadeckich. Obecnie w tym miejscu stoi hala nr 7A (w obrębie tzw. Czteropaku).
Lata 50. i 60. XX wieku upłynęły na terenach targowych pod znakiem rywalizacji technologicznej i architektonicznej państw bloku socjalistycznego i Zachodu. Jednym z polskich osiągnięć tego wyścigu była żelbetowa Hala nr 20, ukończona w 1958. Jej konstrukcja wsparta była na elementach kablobetonowych. Oświetlenie w większości pochodziło ze sztucznych źródeł. Według Piotra Marciniaka hale 20 i 14, szeroko reklamowane, jako osiągnięcie polskiej myśli architektonicznej, stanowiły w istocie zachowawcze nawiązanie do światowych trendów modernizmu. Nie dorównywały np. znacznie wcześniejszemu Pawilonowi Ministerstwa Komunikacji, czy też Pawilonowi USA z 1957.